# Arboretum w Kórniku
Arboretum w Kórniku – znajduje się w województwie wielkopolskim w powiecie poznańskim, w gminie Kórnik. To najstarsze i najbogatsze w gatunki arboretum w Polsce i czwarte co do wielkości kolekcji w Europie.
Na powierzchni ponad 50 ha znajduje się ponad 3500 taksonów drzew i krzewów, w tym wiele egzotycznych.
Arboretum wraz z Zamkiem wpisane jest do rejestru zabytków pod sygnaturą 116/A. Od 11 lipca 2011 roku Zespół zamkowo-parkowy wraz z kościołem parafialnym – nekropolią właścicieli wpisany został przez Prezydenta Rzeczypospolitej Polskiej na listę pomników historii

## Historia
Zostało założone w 1. połowie XIX wieku wokół zamku w Kórniku przez jego właściciela, hrabiego Tytusa Działyńskiego. Dzieło to kontynuował jego syn Jan Kanty Działyński oraz wnuk Władysław Zamoyski. Pierwotnie był to jednak ogród w stylu francuskim założony przez Teofilę z Działyńskich Szołdrską-Potulicką. Teofila założyła ogród po rozwodzie z mężem Aleksandrem Potulickim.

## Kolekcje
W Kolekcji Arboretum znajdują się kilkusetletnie okazy drzew rodzimych, przede wszystkim lip, buków, i dębów, jak i dobrze zadomowione ponad stuletnie egzemplarze egzotycznych magnolii drzewiastych, jodeł greckich czy cypryśników błotnych z wykształconymi pneumatoforami (najstarsze w Polsce).

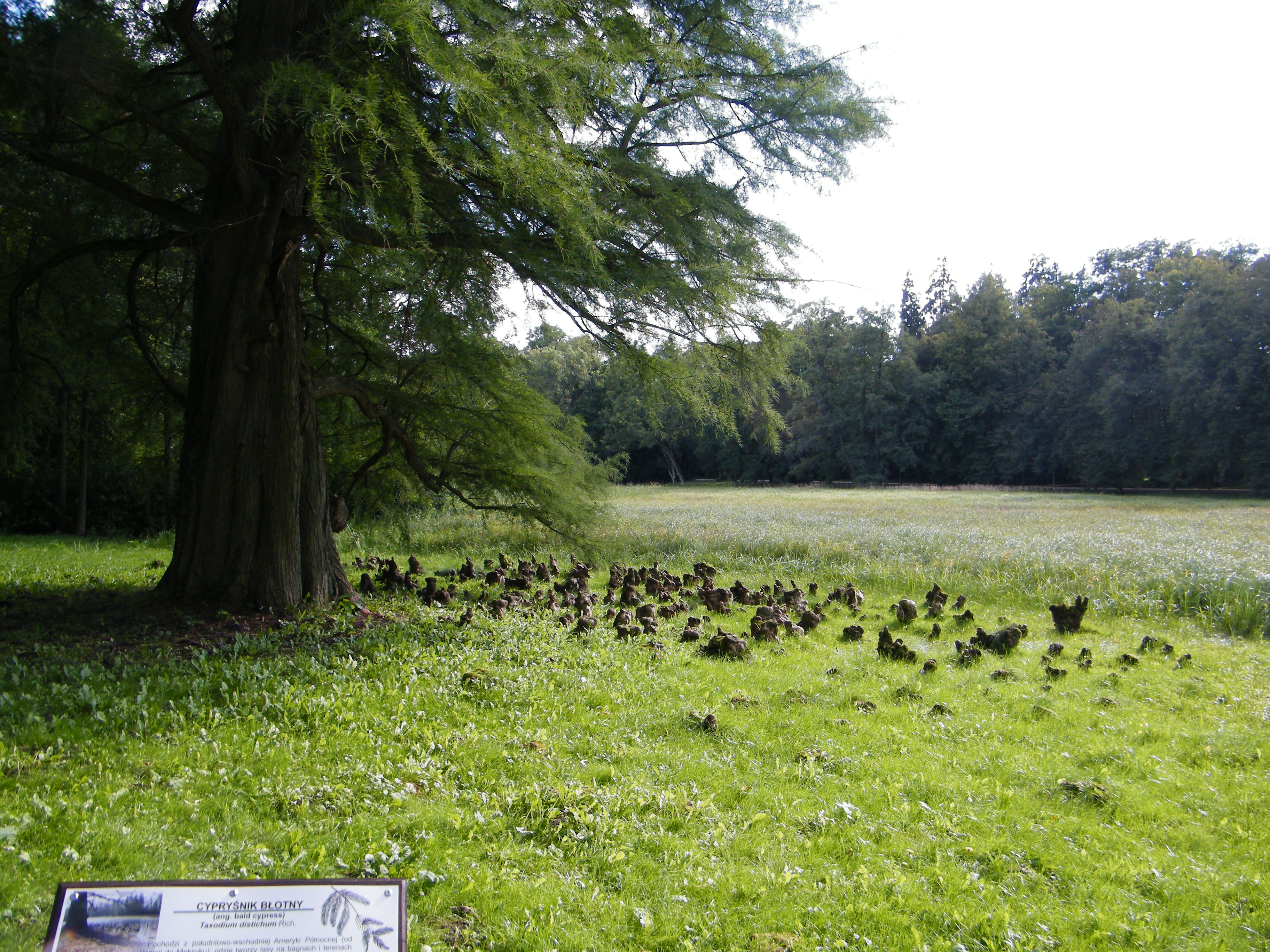
Cypryśnik błotny w Arboretum Kórnickim
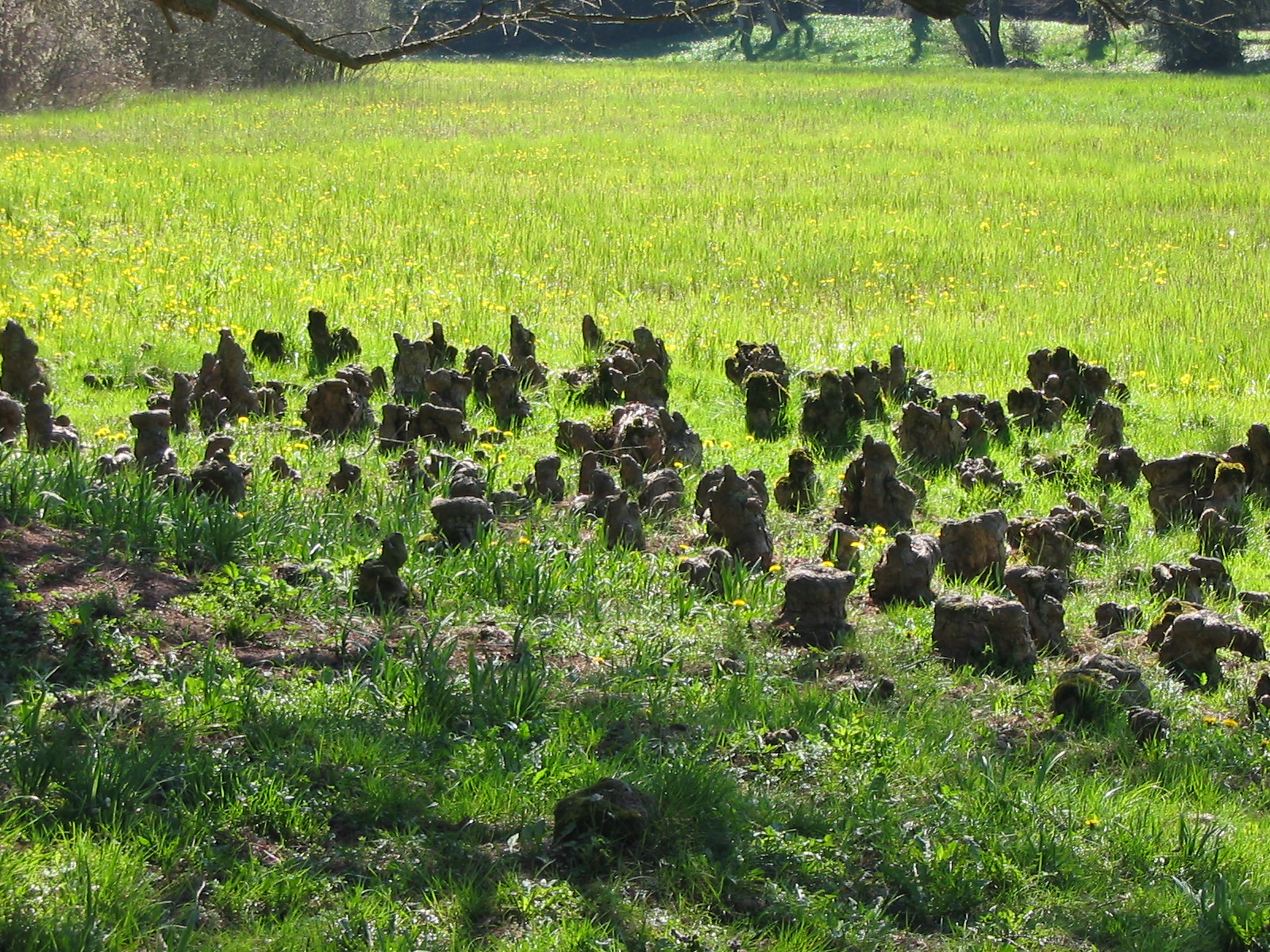
Pneumatofory cypryśnika błotnego w Arboretum Kórnickim
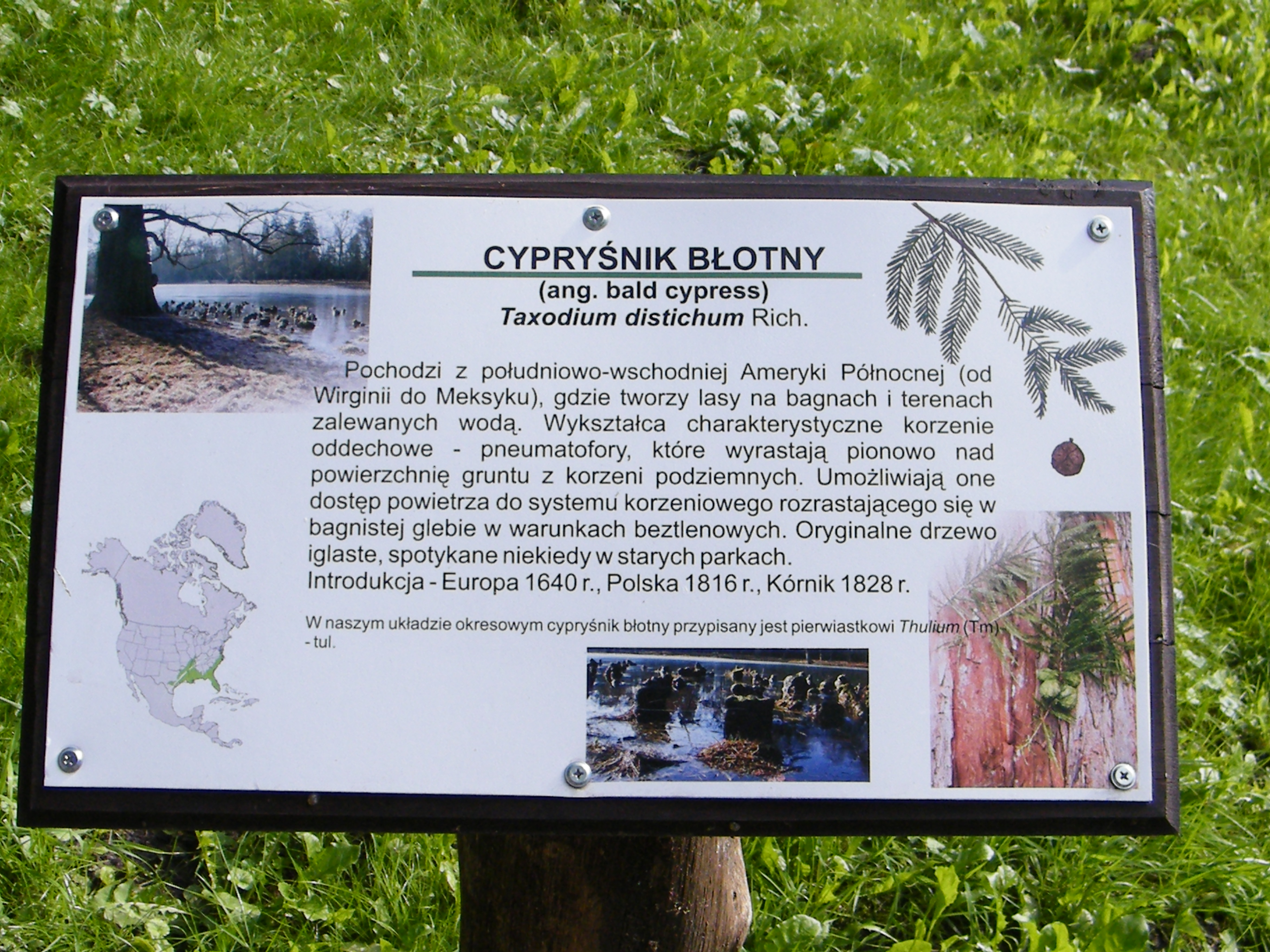
Tabliczka informacyjna

Są tu także kolekcje brzóz, jabłoni i wiśni oraz krzewów ozdobnych: lilaków, forsycji, tawuł, różaneczników i azalii. W Kórniku dokonano aklimatyzacji takich gatunków jak jodła koreańska, żywotnik zachodni (odmiana 'Aurescens'), jodła Veitcha czy kolkwicja chińska. Nowe i stare gatunki i odmiany drzew i krzewów są rozmnażane w Szkółkach Kórnickich.
Obecnie na terenie arboretum w Kórniku znajdują się Instytut Dendrologii PAN z ogrodami doświadczalnymi oraz muzeum dendrologicznym.

## Owady
W arboretum po raz pierwszy w Polsce stwierdzono występowanie owadów i szpecieli: Graphocephala fennahi, Appendista robinae, Calepitrimerus darrowi, Eriophyes brownei, Aceria caliberberis (szkodnik berberysów) i Trisetacus cupressi. Po raz pierwszy na świecie opisano natomiast Epitrimerus taxifoliae.

## Galeria

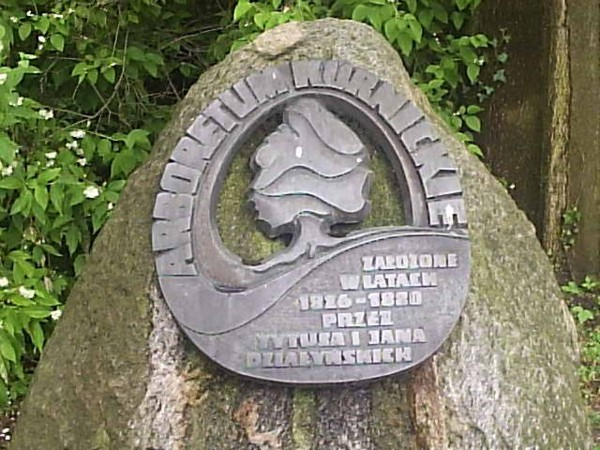
Tablica upamiętniająca założyciela arboretum, Tytusa Działyńskiego
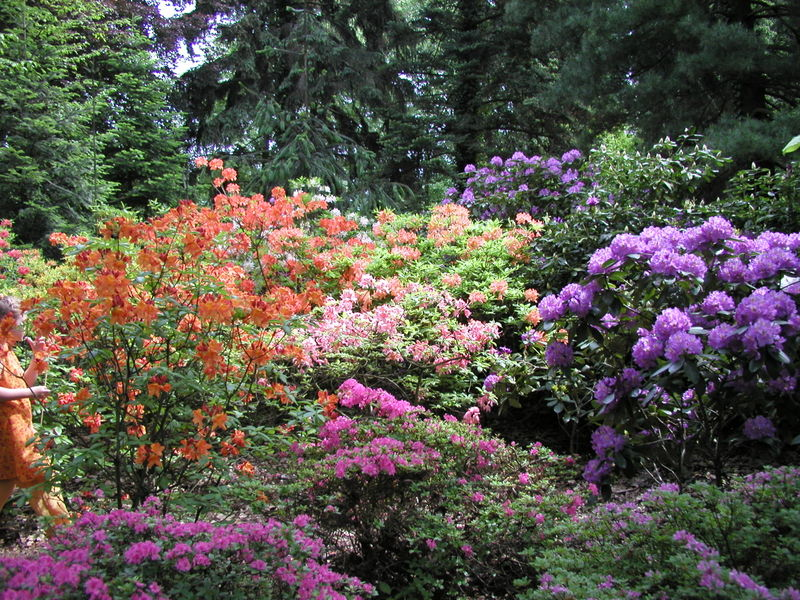
Kolekcja różaneczników, z których słynie Arboretum Kórnickie
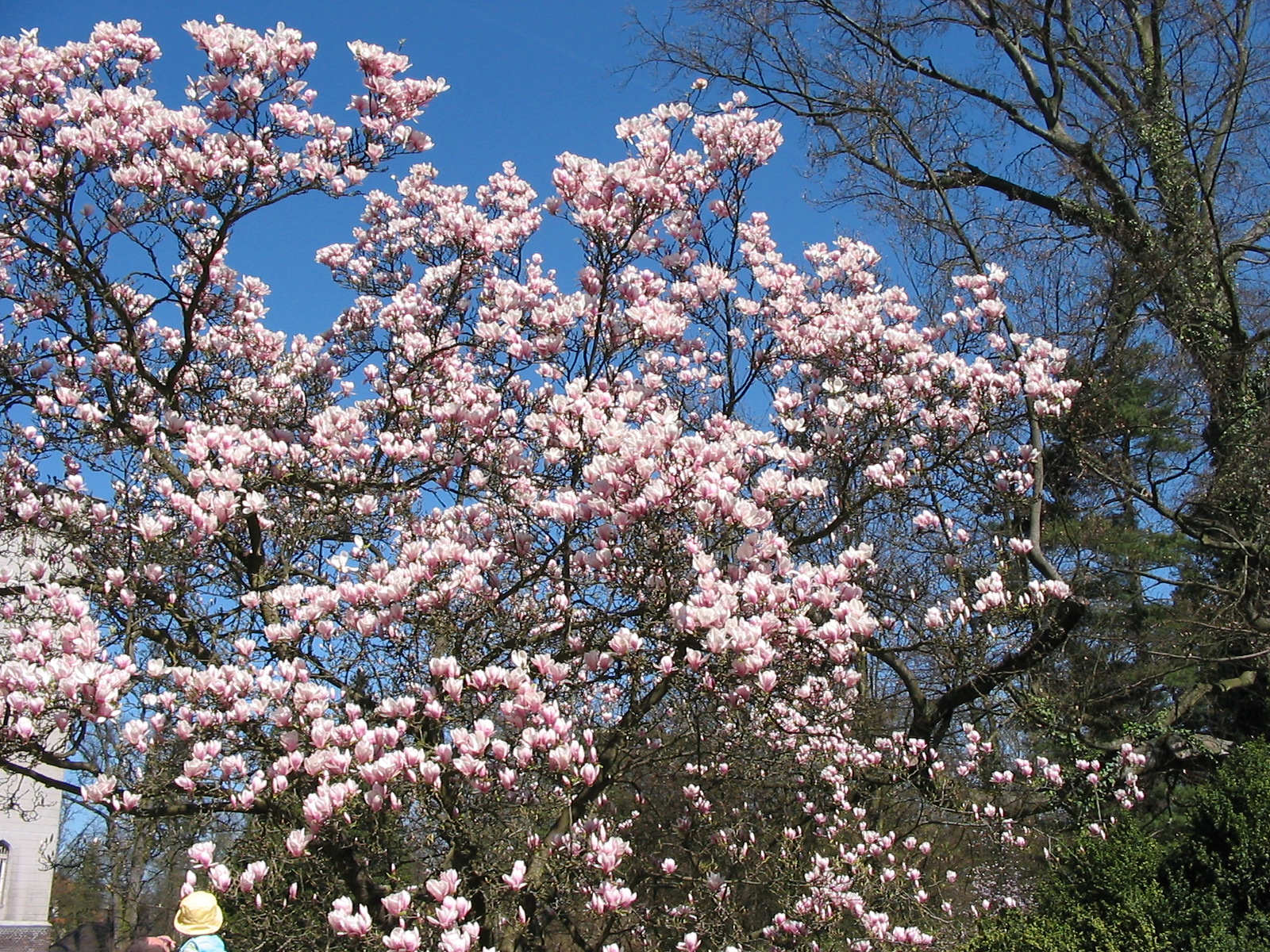
Na tyłach zamku w Arboretum Kórnickim
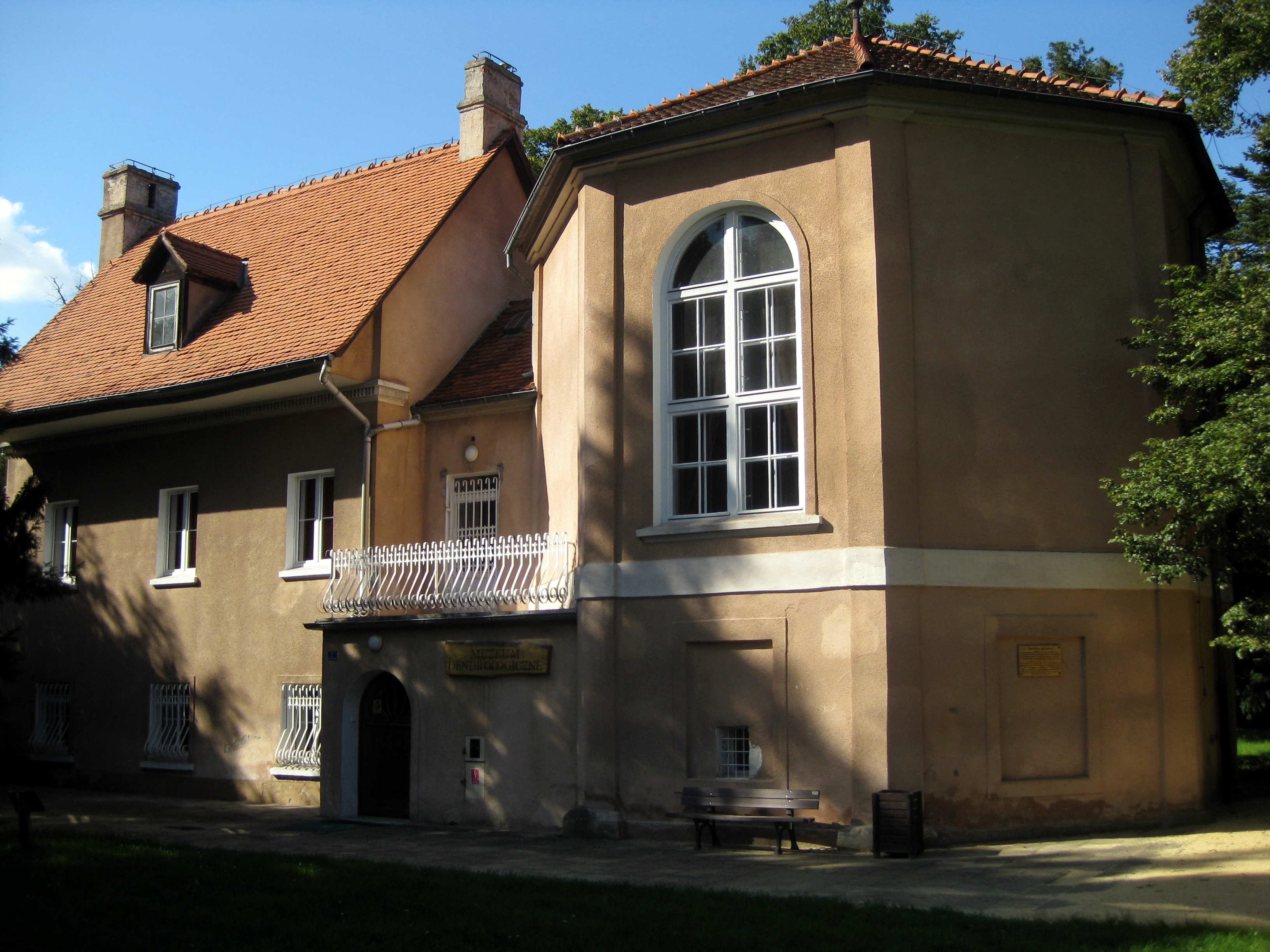
Muzeum dendrologiczne w Arboretum Kórnickim
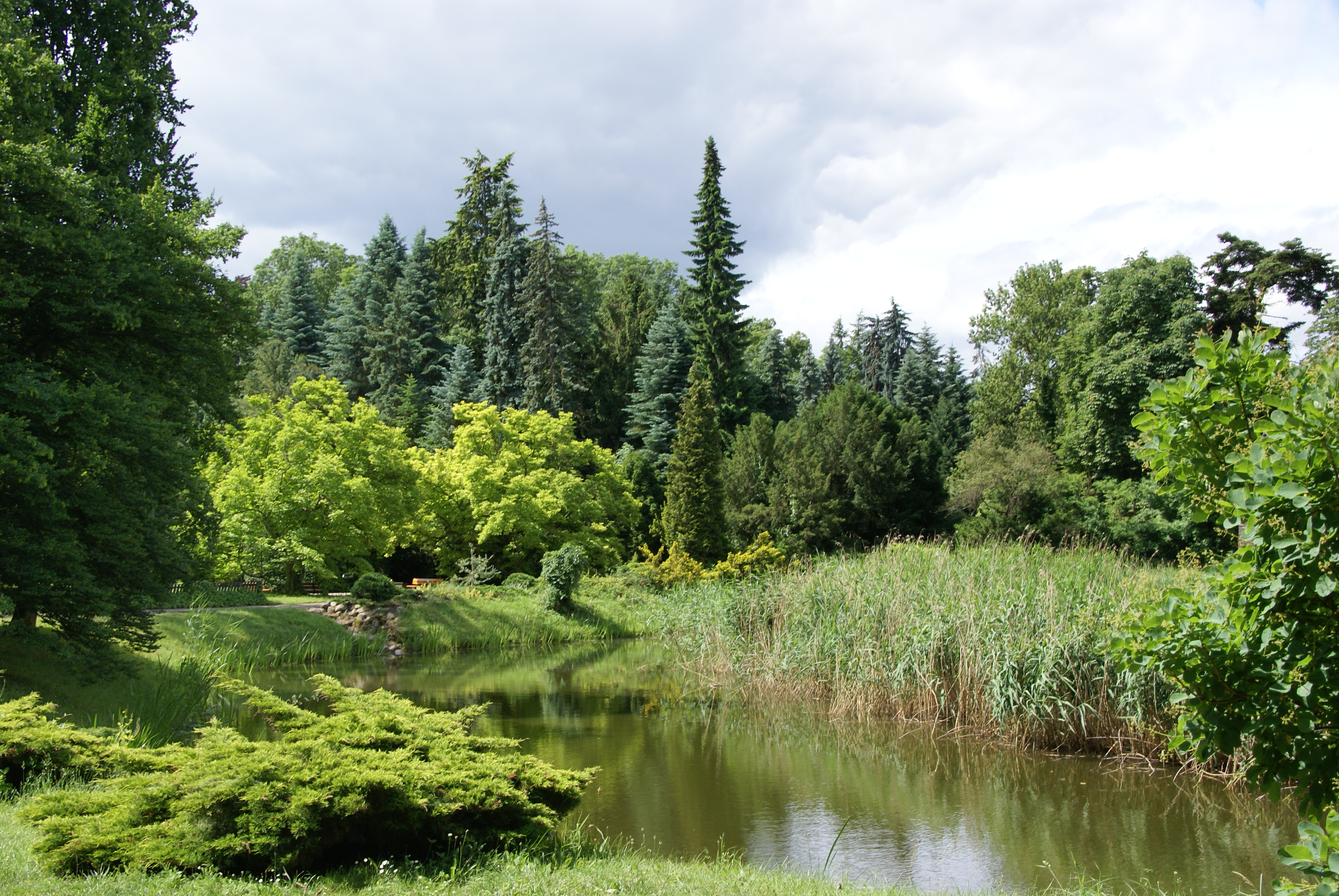
Kolekcja drzew w tle stawu w Arboretum Kórnickim
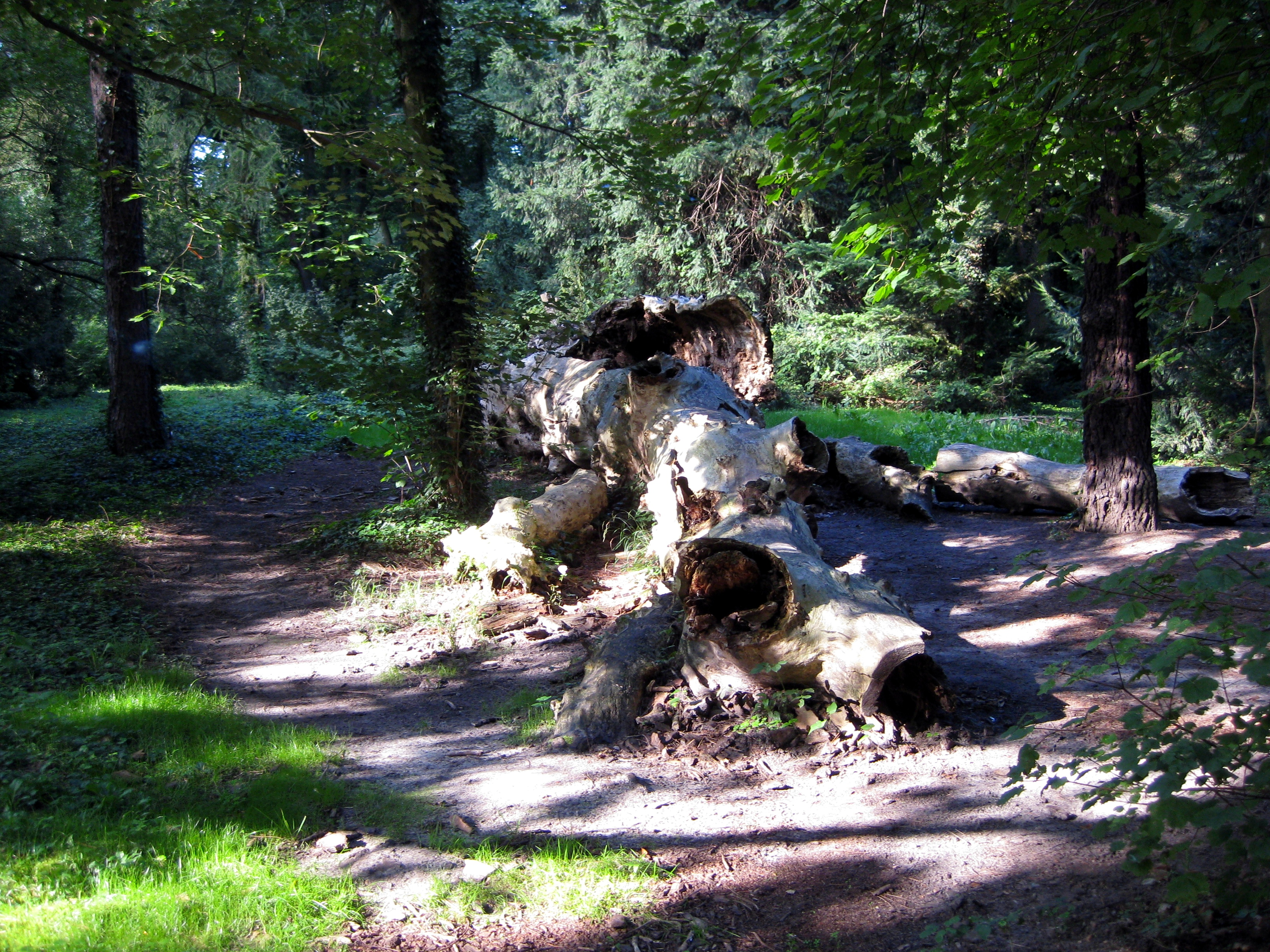
Próchniejący pień drzewa w Arboretum Kórnickim

## Godziny otwarcia
Arboretum otwarte jest dla zwiedzających przez cały rok kalendarzowy. W maju i czerwcu otwarte jest w godzinach od 10 do 19, w pozostałych miesiącach krócej.

## Turystyka i edukacja
Zielone lekcje
To cykl zajęć edukacyjnych skierowanych do uczniów przedszkoli, szkół podstawowych, gimnazjalnych i ponadgimnazjalnych. Celem zajęć jest poszerzenie wiedzy uczniów dotyczącej przyrody oraz utrwalenie informacji pozyskanych w trakcie zajęć szkolnych m.in. na przyrodzie i biologii.
Ścieżka turystyczno-edukacyjna Drzewa Świata 
W 2010 roku otwarto w Arboretum ścieżkę Drzewa Świata, na odcinku 3,5 km, można zapoznać się z 25 gatunkami drzew występujących w Ameryce Północnej, Azji i Europie. Wybrane gatunki mają różny pokrój koron, budowę liści, kwiatów i owoców. Każde drzewo oznaczono tablicą, na której znaleźć można informację botaniczne, mapę zasięgu występowania oraz ciekawostki związane ze znaczeniem drzew w tradycji i kulturze. Ścieżka powstała w ramach projektu współfinansowanego przez Unię Europejską, przy wsparciu Gminy Kórnik oraz Fundacji Zakłady Kórnickie.
Imprezy edukacyjno-przyrodnicze
- Zwiastuny wiosny i wystawa Wiosenne inspiracje (kwiecień)
- Kwitnące magnolie (maj)
- Kiedy znów zakwitną białe bzy (maj)
- Dni azalii i różaneczników w Arboretum Kórnickim (maj)
- Barwy jesieni (październik)